# Fanny Cadeo
Fanny Cadeo (Lavagna, 11 september 1970 als Stefania Cadeo) is een Italiaanse actrice, tv-persoonlijkheid, zangeres, fotomodel en radiopresentatrice.

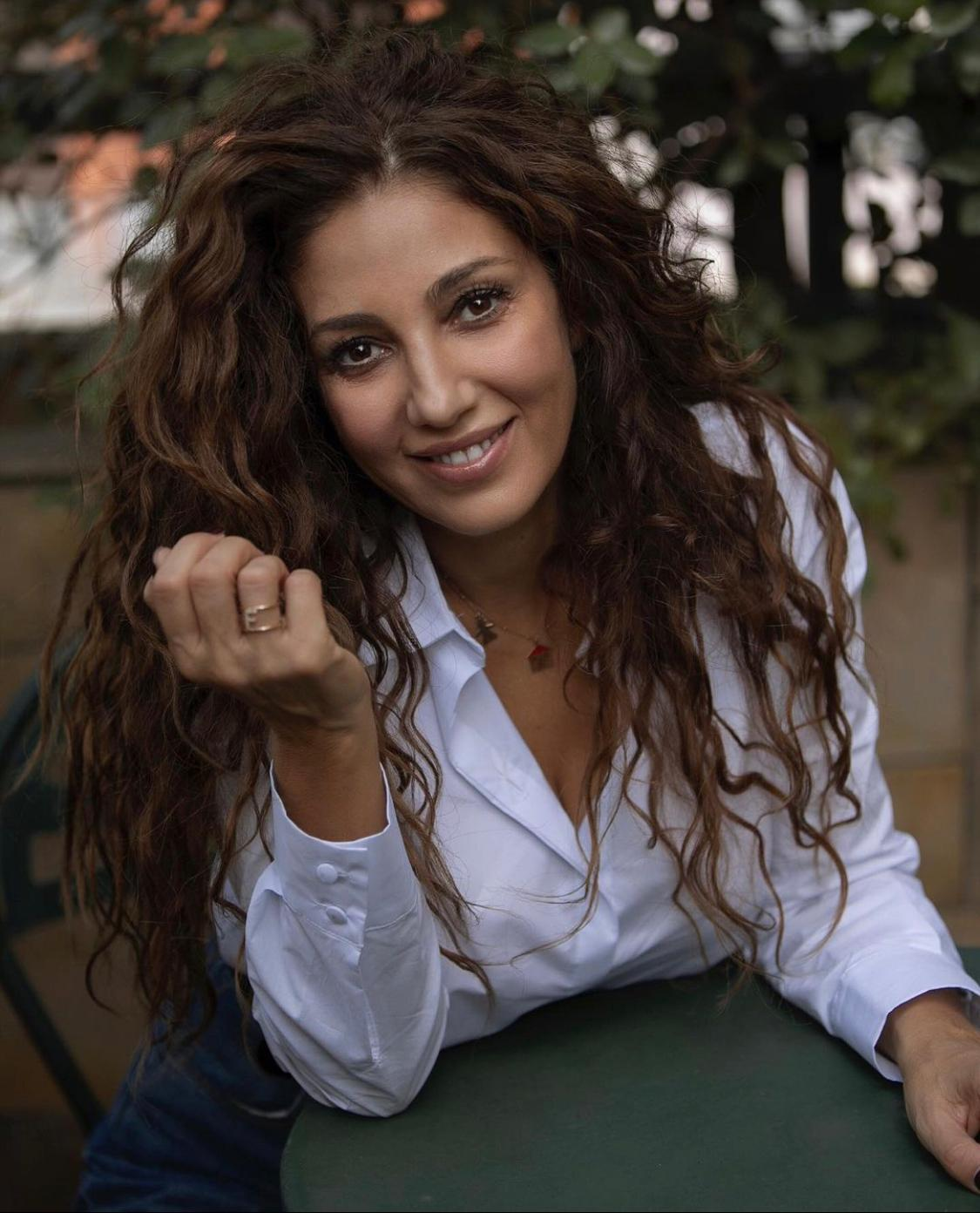
Cadeo in 2020

## Biografie
Na het behalen van haar atheneumdiploma en diverse cursussen op het gebied van zang en dans begon Cadeo haar carrière in 1992, toen zij als velina (showgirl) verscheen in het satirische tv-programma Striscia la notizia. In deze tijd poseerde zij ook als model voor meerdere tijdschriften. Zij nam als zangeres en danseres deel aan tv-programma’s, ook in het buitenland zoals in Holà Raffaella (een programma van Raffaella Carrà in Spanje) en bij Thomas Gottschalk (Duitsland). Een aantal liedjes van haar zijn als single uitgebracht, zoals Mambo Italiano (1993), I want your love (1994) en Living in the night (2000). Door de jaren heen was Cadeo in vele tv-programma’s te zien en speelde zij ook mee in bioscoopfilms. Vanaf 2005 is Fanny Cadeo ook regelmatig in het theater te zien..

## Werk

### Theater
- 1998 - Gocce di luna – regie: Armando Marra
- 2005 - Passerelle – regie: Mino Bellei
- 2006 - Sex and the City – regie: Fabio Crisafi
- 2007 - Arrivederci e grazie (monologen) – regie: Giancarlo Nanni
- 2008 - Portami tante rose.it – regie: Marco Mattolini
- 2010 - Rimanga tra noi – regie: Antonio Giuliani
- 2011 - Mi ritorni in mente – regie: Renato Giordano
- 2012 - Il mercante di Venezia ( De koopman van Venetië) als Portia – regie: Andrea Buscemi

### Discografie
- 1993 - Another Chance
- 1993 - Mia bocca
- 1993 - What is love (Spanish version) met MC & Co
- 1993 - Mambo Italiano (Album)
- 1994 - I Want Your Love
- 1994 - Pècame
- 1995 - I Want Your Love Remix (summer remix)
- 2000 - Living In The Night
- 2000 - Légende Personelle (Album)

### Film
- 1995 - Trinità & Bambino... e adesso tocca a noi
- 1995 - Croce e delizia
- 1997 - Gli inaffidabili
- 2001 - Una milanese a Roma
- 2005 - Fatti della banda della Magliana
- 2005 - Cose da pazzi
- 2005 - Troppo belli

### Televisie (fictie)
- 1995 - Racket (miniserie)
- 1997 - Agenzia fantasma
- 1997 - Tutti gli uomini sono uguali (serie)
- - Un posto al sole (serie)
- - La Squadra (serie)
- 2005 - Il Grande Torino (miniserie)
- 2005 – Grandi Domani (serie)
- 2005 - Condominio (sit-com in het programma Buona Domenica)
- 2007 - Io e mamma (miniserie)

### Televisie
- Striscia la notizia – 1992 / 1994
- Deelname aan diverse tv-shows: Maurizio Costanzo Show, Tappeto Volante, Quelli che il calcio.
- Deelname aan buitenlandse tv-shows: Holà Raffaella (TVE), Gran fiesta Italiana (Telecinco), Eurot (Channel 4), Thomas G. Show (Duitsland))
- Primatist Trophy (presentatrice) Odeon TV
- Donne e viaggi Rete 4
- Ci vediamo su Raiuno
- Uno Mattina Raiuno (speciale gast)
- Stupido Hotel Rai 2
- Buona Domenica Canale 5
- SOS notte (presentatie) Alice home tv
- Follie rotolanti (conduzione) Rai 2 (2008)
- Venice Music Award (Rai 2) 2009
- Cercasapori conduttrice (Rai 2) 2009-2010
- Premio Mogol (Aosta) Rai 1 (2010)
- 10 Stelle per Madre Teresa Rai 1, Voorlezen van een tekst van Moeder Teresa, Kerstavond 2010
- L’Anno che verrà Rai 1 Nieuwjaarsconcert 2011 in Rimini (2 nummers)
- Torino Film Festival Rai Movie (presentatrice)
- Lasciatemi cantare Rai 1
- Quello che le donne (non) dicono (gast) (2015) - Agon Channel

### Radio
- Programma musicale anni ’60 – ’80 – Rai Isoradio
- Il Cercasapori-SMS consumatori – Rai Isoradio
- Grazie dei fiori – Rai Isoradio
- L’Italia che va – Rai Radio 1

### Onderscheiding
- Premio Massimo Troisi (Troisi Festival 2012)